# Axenus arvalis
Axenus arvalis är en fjärilsart som beskrevs av Augustus Radcliffe Grote 1873. Axenus arvalis ingår i släktet Axenus och familjen nattflyn. Inga underarter finns listade i Catalogue of Life.